# Pitfall: The Mayan Adventure
Pitfall: The Mayan Adventure è un videogioco a piattaforme, sviluppato da Activision come quarto capitolo della serie di Pitfall!. È stato pubblicato nel 1994 per Super Nintendo Entertainment System e Sega Mega Drive.

## Trama
Il giocatore controlla Pitfall Harry Jr., giovane avventuriero figlio di Pitfall Harry, intento a salvare suo padre, rapito dai Maya durante un'avventura dei due in un luogo sacro di questa civiltà: il tempio di Uaxactun, situato nelle profondità di una fitta giungla.

## Modalità di gioco
La modalità di gioco è molto simile a quella di Super Pitfall, con notevoli migliorie grafiche dato il passaggio alla nuova generazione di consoles. Altri cambiamenti includono la possibilità di strisciare e di arrampicarsi. Altra caratteristica è la presenza di più armi da utilizzare contro i nemici: l'arma base di Harry Jr. è una fionda, che può usare come arma a corta o lunga distanza (usandola come frusta o per lanciare pietre o bombe ottenibili nel corso del gioco), ma può ottenere anche dei boomerang da lanciare contro i nemici. Inoltre sono presenti nuovi nemici, come scheletri, scimmie e soldati maya.

### Easter egg
All'interno del gioco, in ogni versione, è presente un easter egg.  C'è un'area con una porta davanti alla quale cammina uno scorpione, ma a differenza degli altri, questo ha lo stesso aspetto di quelli visti nel primo Pitfall! nella versione per Atari 2600. Attraversata questa porta si accederà ad un'area dove la maggior parte dei nemici saranno scorpioni di questo tipo, e ci sarà una warp zone segreta, nella quale una volta entrati si potrà giocare a Pitfall! nella sua versione originale (quella per Atari 2600). La warp zone farà uscire automaticamente Harry Jr. quando questi completerà il livello o perderà tutte le vite.
Altro easter egg, sempre riferito a Pitfall!, è visibile nel finale del gioco: quando Harry Jr. trova suo padre e lo libera, questi viene mostrato (nel video iniziale si vede solo la sua ombra), ed ha il medesimo aspetto che ha in Pitfall!.

## Versioni
Il gioco è stato pubblicato per Super Nintendo Entertainment System nel 1994, e nello stesso anno fu portato su Sega Mega Drive e Sega Mega CD. L'anno seguente su portato anche su Sega Mega Drive 32X e Atari Jaguar, e nel 1996 su PC (adattato dalla versione Sega-CD per Windows 95, al tempo il sistema all'avanguardia). Un successivo porting vide il gioco approdare su Game Boy Advance, nel 2001. Nel 2009, la versione per Mega Drive venne commercializzata su Virtual Console.

## Accoglienza
Alla sua uscita, The Mayan Adventure venne recensito dalla rivista Famitsū, che lo votò 30/40.